# Heteropteron rubricollis
Heteropteron rubricollis är en stekelart som först beskrevs av Maximilian Spinola 1851.  Heteropteron rubricollis ingår i släktet Heteropteron och familjen bracksteklar. Inga underarter finns listade i Catalogue of Life.